# 중앙주 (파푸아뉴기니)

중앙 주의 깃발

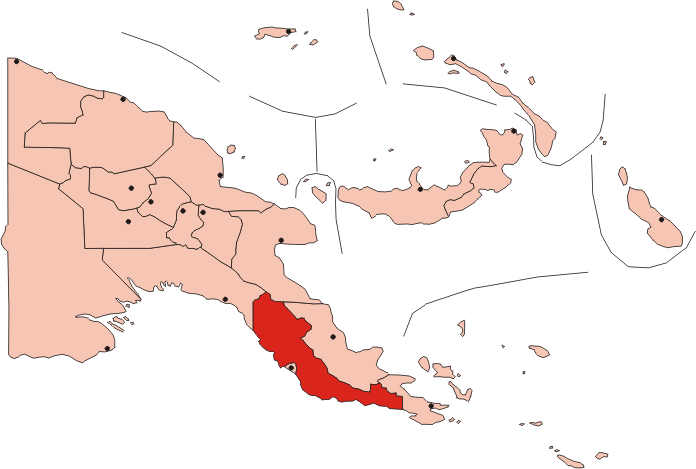
중앙 주

중앙주(Central)는 파푸아뉴기니 남해안에 위치한 주로 주도는 포트모르즈비(파푸아뉴기니의 수도이기도 함)이며 인구는 183,983명(2000년 기준), 면적은 29,500km2이다. 주도인 포트모르즈비는 중앙 주에 속하지 않으며 별도의 행정 구역인 수도권에 속한다.
중앙 주는 4개 군으로 나뉜다:
- 아바우
- 리고
- 카이루쿠 히리
- 고이랄라

중앙 주에는 14개 지역 정부가 존재한다:
- 아마존 베이
- 아로마
- 클라우디 베이
- 구아리
- 타피니
- 워이타페
- 히리
- 하이루쿠
- 코이아리
- 메케오
- 중부 리고
- 해안 리고
- 내륙 리고